# Róka-hegy
A Róka-hegy egy 254 méter magas hegy a Dunazug-hegyvidéken, a Pilis hegységben, amelynek legkeletebbi elhelyezkedésű magaslata. Legmagasabb pontja Budapest és Üröm közigazgatási határának közelében található, amely határvonal ezen a szakaszon csaknem pontosan észak-déli irányú, így a hegy nyugati lejtői Üröm, keleti lejtői pedig a fővárosi III. kerületi Békásmegyer területére futnak le.

## Leírása
A csúcs körüli terület helyi jelentőségű természetvédelmi területnek számít, található itt egy geológiai bemutató ösvény is. Fajgazdag növény- és állatvilággal rendelkezik, tömbjében több barlang is nyílik; népszerű célpont a kirándulók, sőt a sziklamászók körében is. Népszerűségét részben annak köszönheti, hogy budapesti közösségi közlekedéssel könnyen elérhető (alig félórás sétával fel lehet jutni a csúcsra a szentendrei HÉV csillaghegyi megállóhelyétől), illetve annak, hogy a HÉV-től a távolabbi pilisi célpontokhoz vezető túraútvonalak mindegyike érinti a Róka-hegyet.

## Tanösvény
A természetvédelmi oltalom alatt álló kőbánya-rendszerén végigkanyargó tanösvény az Ürömi út és az az Árvácska utca kereszteződésénél indul, és a három nagy felhagyott bányaudvar térségén végighaladva, a Gyöngyvirág utca és a Bérctető utca kereszteződése közelében ér véget. Ugyancsak az Ürömi út és az Árvácska utca kereszteződése mellett található az ürömi tanösvény D8 sorszámú állomása is, a középső bányaudvar szintjére pedig a lakott területek felől legkényelmesebben a Rózsa utca végén induló kis ösvényen lehet eljutni. Így a terület megközelítése e három pont felől a legegyszerűbb.
A hegy tömbjének déli részén, illetve a szomszédos Péter-hegy tömbjének keleti részén fakadnak azok a források, amelyek a Csillaghegyi Árpád Forrásfürdő és Székely Éva Uszoda komplexumot táplálják.

## Hasznosítása
A Róka-hegy mészköves alapkőzetét korábban hosszú időn keresztül bányászták, a hegytömb területén három nagy kiterjedésű bányaudvar is kialakult; a kitermelt kőanyag elszállításához még iparvasút is létesült. (A bánya történelmének kezdőpontját némelyek a római korba helyezik, de hiteles feljegyzések csak a 19. és a 20. századból vannak itteni bánya működésére vonatkozóan; egy 1873-ban készült térkép még nem jelöl kőbányát ezen a helyen.) Az 1950-es évekre felhagytak az itteni kőbányászattal, abban az időben a bányaudvarok visszagyepesedő területén néhány környékbeli gazdálkodó szarvasmarhákat és kecskéket tartott, majd a hegy környékének fokozatos városiasodásával ez a hasznosítási forma is eltűnt a területről.
Az utóbbi évtizedekben a bányafalakat sziklamászók vették birtokukba, akik természetvédelmi engedélyt is szereztek a falrészek némelyikének ilyen célú hasznosítására. A Róka-hegy felső bányaudvara 2011-ben a legnagyobb engedélyezett budapesti mászóhely volt, mintegy 70 különböző nehézségi fokozatú, kijelölt mászóúttal. Ezek nagy része meglehetősen technikás, több pálya nehézségi fokozata 7 és 9 közötti, sőt 10-es nehézségi fokozatú pálya is található itt. Az itt tevékenykedő sziklamászók emellett tervezik még a mászóhelyként való természetvédelmi engedélyeztetést néhány másik bányafalra vonatkozóan is.

## Védettsége
A Róka-hegy természetvédelmi oltalmáról először a Fővárosi Tanács Végrehajtó Bizottsága rendelkezett 1977-ben, bár a védettség akkor még csak 2,6 hektárnyi területre terjedt ki. 1999-ben a Fővárosi Önkormányzat 9 hektárra növelte a védelem alá eső területet, ami által a három szintes kőfejtőrendszer teljes területe természetvédelmi oltalom alá került. Mai, 19,5 hektáros kiterjedését egy 2013-ban hozott rendelet eredményeként érte el, tehát a védett területének nagysága a korábbinak több mint kétszeresére duzzadt. Ennek köszönhetően ma nemcsak a kőfejtők területe és közvetlen környezetük, de a hegyen elterülő gyepfoltok és kisebb erdőségek is védelmet kaptak.

## Élővilága

### Növényvilága
A hegy eredeti, természetes növénytársulásai molyhos tölgyesek, cseres tölgyesek, illetve ahol az alapkőzet jobban megközelíti a terepfelszínt, vagy felszínre is tör, sziklagyepek voltak. Később a kopárfásítási törekvések eredményeként több foltban feketefenyőt (Pinus nigra) telepítettek a területre, a kőbányászat és a lankásabb hegylábi területrészek magáningatlanként történő parcellázása az eredeti gyepek és erdőfoltok egy részét eltüntette. A bányászati tevékenység megszűnésével a terület spontán rehabilitálódásnak indult, a természet elkezdte begyógyítani az így kialakult tájsebet. A bányaudvarokon már cserjefoltok is megjelentek, melyekben a gyakoribb fajok a közönséges fagyal (Ligustrum vulgare), az egybibés galagonya (Crataegus monogyna). és a közönséges kecskerágó (Euonymus europaeus).
A terület egyik legfontosabb botanikai érdekessége a gyapjas gyűszűvirág (Digitalis lanata), amely Budapest területén csak itt, és a Róka-hegy közvetlen környezetében fordul elő; itt is csak néhány termőhelye ismert. Szintén botanikai kuriózum az ősszel virágzó vetővirág (Sternbergia colchiciflora), amelynek itteni, 800-1000 tőből álló állománya a faj budapesti populációi közül a legnagyobb.

### Állatvilága
A Róka-hegyen több olyan zoológiai ritkaság is megfigyelhető, amelyek máshol Budapesten nem fordulnak elő. Ezek között említhető a bajszos sármány (Emberiza cia), amely Magyarország-szerte ritka vendég, itt azonban rendszeresen megfigyelik néhány példányát – bár költését még nem észlelték. Költő madárfaja viszont a bányának a holló, költése idején előfordul, hogy az érintett bányaudvar egy részét lezárják a látogatók elől. A hegy barlangjaiban és a bányaudvarok összekapcsolására létesített mesterséges vágatokban több denevérfaj fordul elő, köztük a közönséges késeidenevér (Eptesicus serotinus), a kis patkósdenevér (Rhinolophus hipposideros) és a nagy patkósdenevér (Rhinolophus ferrumequinum); utóbbi előfordulása különösen jelentős, mert a környéken máshonnan nem ismert.
A hüllők közül gyakori itt a fali gyík (Podarcis muralis) és a zöld gyík (Lacerta viridis), de előfordul itt a budai hegyekben amúgy ritka fürge gyík (Lacerta agilis), a pannon gyík (Ablepharus kitaibeli fitzingeri) és a lábatlan gyík (Anguis fragilis) is; a kígyók közül megfigyelhető a haragos sikló (Coluber vagy Dolichophis caspius), a rézsikló (Coronella austriaca) és az erdei sikló (Zamenis longissimus) is.
A rovarok közül korábban szép számban előfordult itt a nagy pávaszem (Saturnia pyri) és a díszbogárfélék (Buprestidae) közé tartozó bronzbogár (Perotis lugubris), ezek azonban a hegy oldalában ültetett, idős gyümölcsösök felszámolásával szinte teljesen eltűntek a környékről. A hegy gyepes élőhelyein korábban jellemző fajnak számító kékszárnyú sáska (Oedipoda caerulescens) a gyepek cserjésedésével szintén visszaszorult, de a gyepes területek élőhelykezelésével, a cserjék ritkításával ezt a folyamatot sikerült megállítani.

## Turizmus
A Róka-hegy tömbjét már korábban is érintette a szentendrei HÉV csillaghegyi megállóhelyétől kiinduló, és a pilisi célpontok felé vezető túraútvonalak többsége, de önmagában a hegy nem képezett különösebb turisztikai vonzerőt, a megfelelő infrastruktúra hiánya miatt. Az 1990-es években komolyabb turisztikai beruházásokra – lépcsők építésére, védőkorlátok létesítésére, stb. – került sor, ezek révén megnőtt a környék vonzereje a kirándulni, pihenni vágyó fővárosi és környékbeli lakosok számára; egyúttal viszont megjelent a területen az illegális hulladéklerakások nemkívánatos jelensége is.

## Barlangjai
A Róka-hegy tömbjében ezidáig már több mint tíz barlangot fedeztek fel, ezek egy részének létezése csak az itteni kőbányászat eredményeként vált ismertté.
- Róka-hegyi-barlang – 87 méter hosszú, 38,7 méter mély, fokozottan védett barlang, mely a hegy tetején, az ürömi Kormorán u. 22. számú telekről nyílik. Mivel korábban több baleset és barlangi mentés színhelye volt, ezért a bejáratát lezárták.
- Róka-hegyi Füstös-barlang – 3,6 méter hosszú, 2 méter mély üreg a középső bányaudvarban, látogatásához elvileg engedély kell, de könnyű megközelíthetősége és tágas bejárata miatt gyakorlatilag szabadon látogatható, bejárásához egy világítóeszközön kívül másra nincs szükség. Nevét a falain látható kormos lerakódásokról kapta, bejáratánál ma is gyakran raknak tüzet.
- Róka-hegyi kőfejtő 1. sz. barlangja – Tágas bejáratú, 2,5 méter hosszú és ezzel közel azonos függőleges kiterjedésű üreg a Róka-hegyi kőfejtő járművel is megközelíthető részén. Bejárásához elvileg engedély kell, de gyakorlatilag szabadon látogatható; bejárásához felszerelés sem szükséges, mert végpontja már a bejárattól látható.
- Róka-hegyi kőfejtő 2. sz. barlangja – 3,2 méter hosszú, 0,5 méter függőleges kiterjedésű üreg, barlangjáró alapfelszereléssel, engedéllyel bejárható
- Róka-hegyi kőfejtő 5. sz. barlangja – 2,6 méter hosszú. 1,5 méter függőleges kiterjedésű barlang, bejárata csak kötéltechnikával érhető el.
- Róka-hegyi Kristály-barlang – 25 méter hosszú, 10,8 méteres függőleges kiterjedésű barlang, az itteni kőfejtőből nyíló barlangok legjelentősebbike. Jelenleg lezáratlan, engedély és barlangjáró alapfelszerelés birtokában látogatható.
- Róka-hegyi Pillér-barlang – Az egykori kőfejtő középső részén, egy sziklatorony oldalában nyíló, 2,5 méter hosszú kis üreg. Bejárásához nincs szükség felszerelésre, de a bejáratához csak kötéltechnikával lehet feljutni.
- Róka-hegyi Poros-barlang – 32 méter hosszú, 15 méter függőleges kiterjedésű barlang, a leghosszabb az itteni kőfejtőből nyíló barlangok közül. Bejárata több mint 2 méter magas, és a középső kőfejtőből mindenhol látható; a barlang engedély és alapfelszerelés birtokában járható be.
- Róka-hegyi Táró 1. sz. barlangja, Róka-hegyi Táró 2. sz. barlangja, Róka-hegyi Táró 3. sz. barlangja – 6-7 méter hosszú járatok, amelyek az egykori kőbányában kiépített, ma vasráccsal lezárt bejáratú mesterséges táróból nyílnak.

## Képgaléria

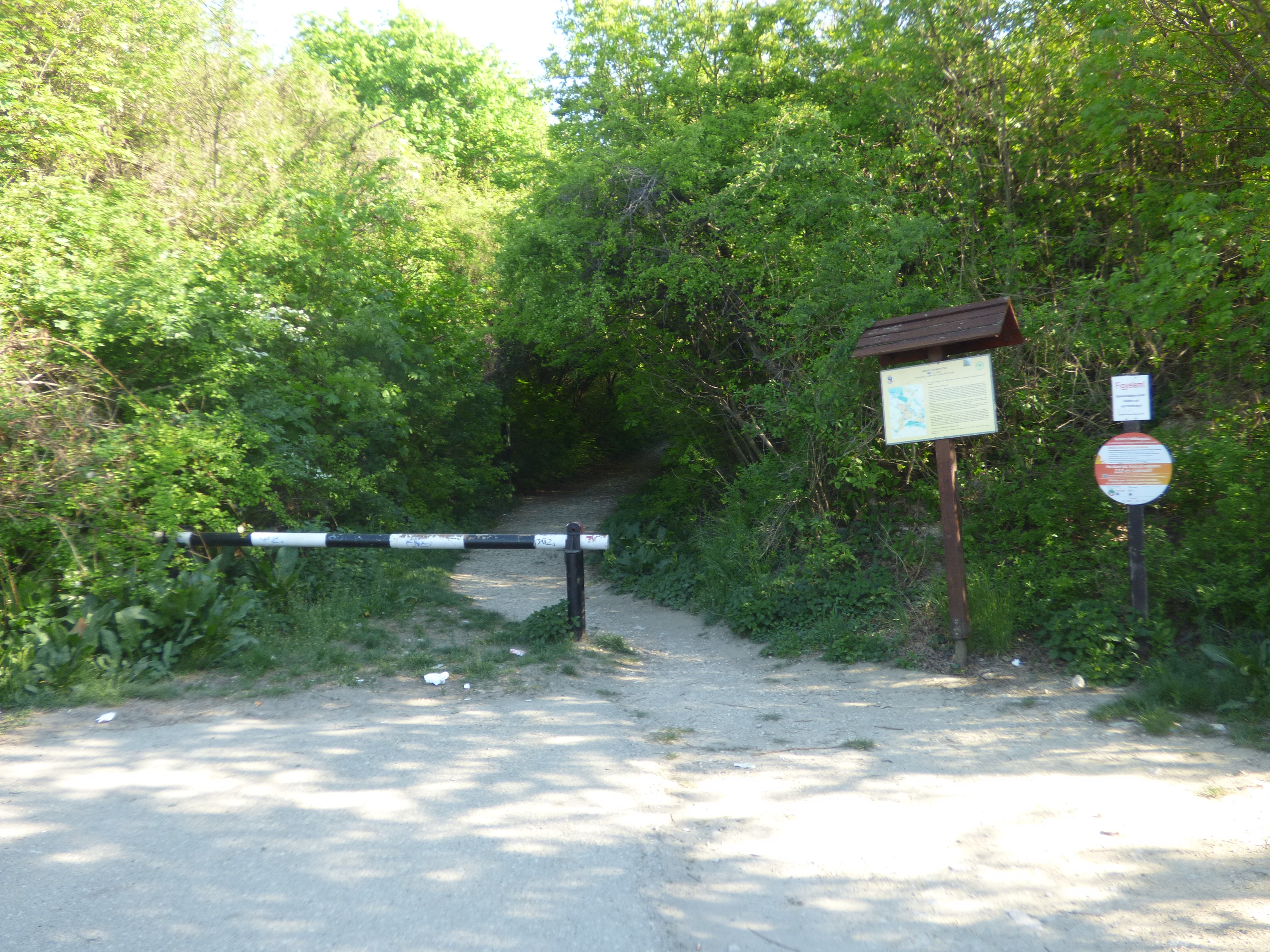
A felső bányaudvar bejárata
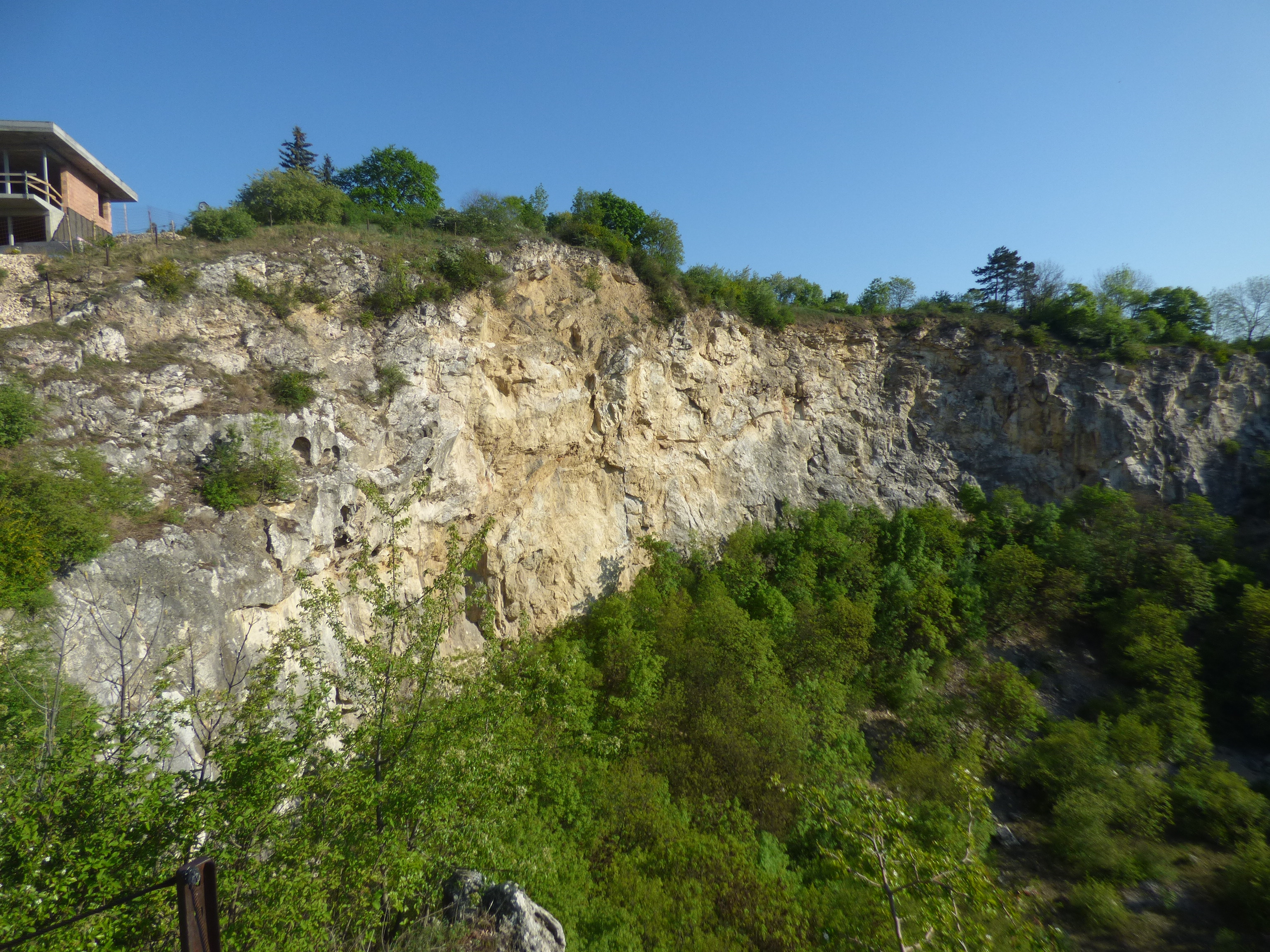
A felső bányaudvar egy részlete
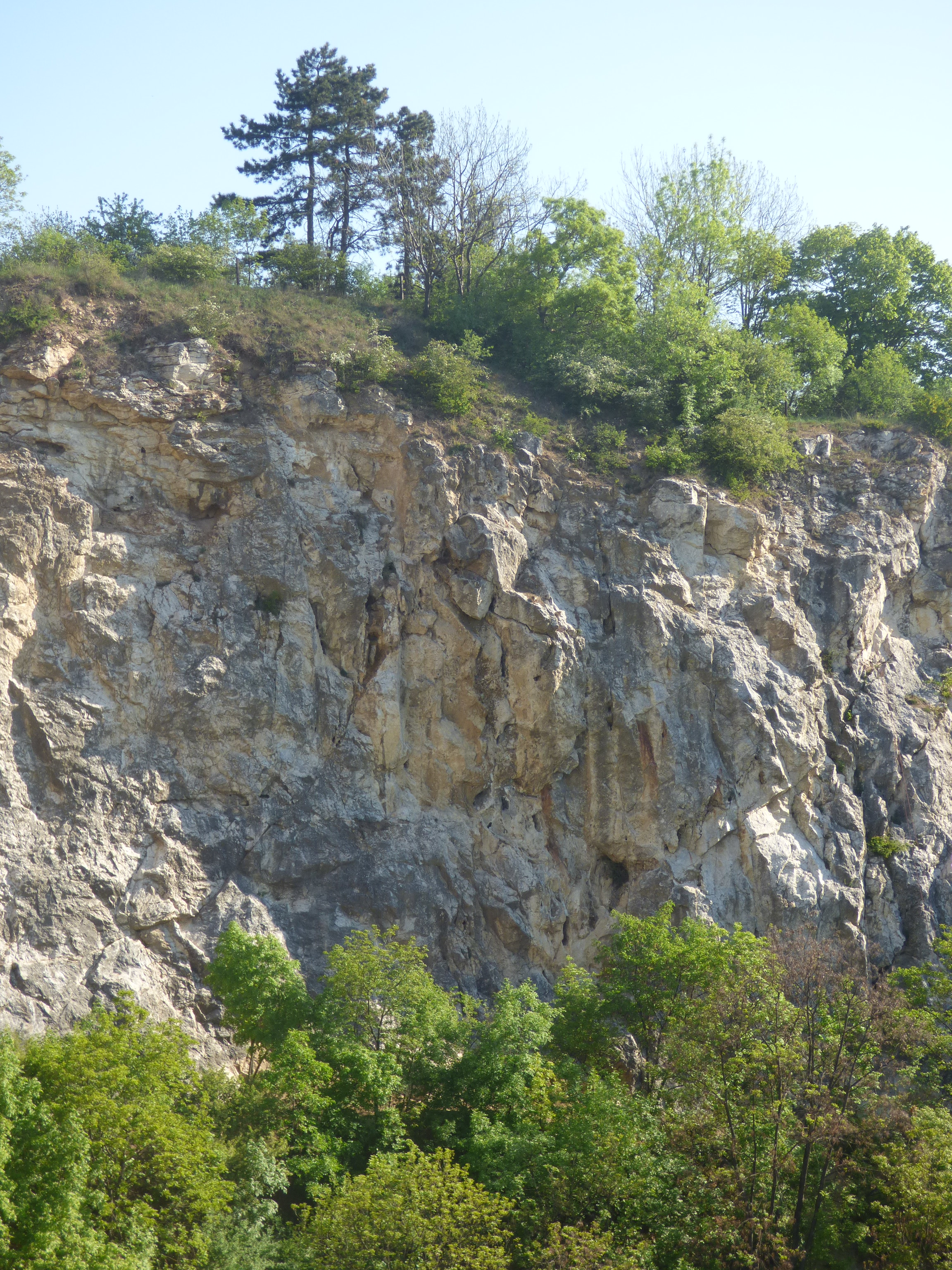
A felső bányaudvar egy részlete
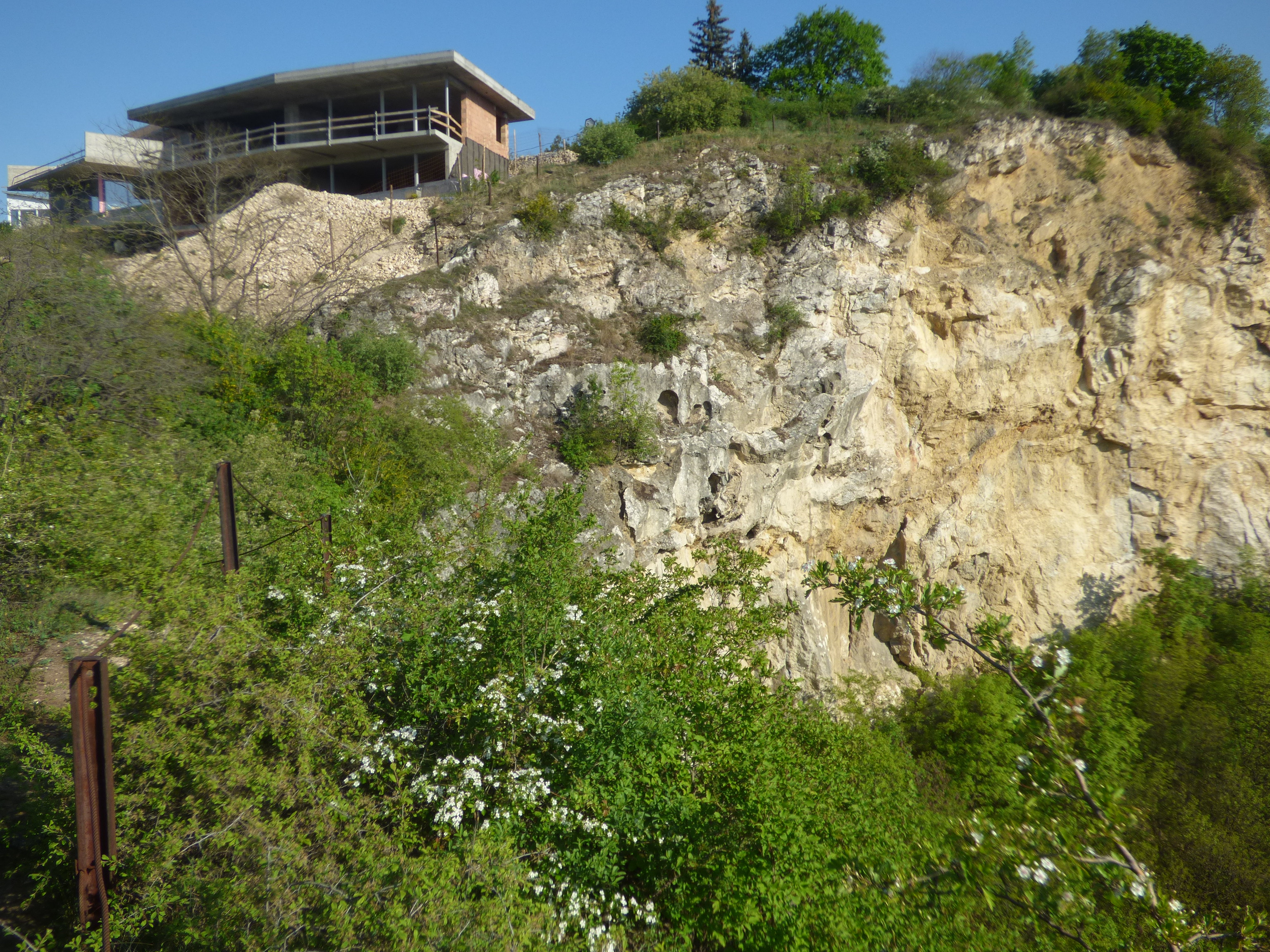
A felső bányaudvart már nagyon megközelítették a beépített telkek
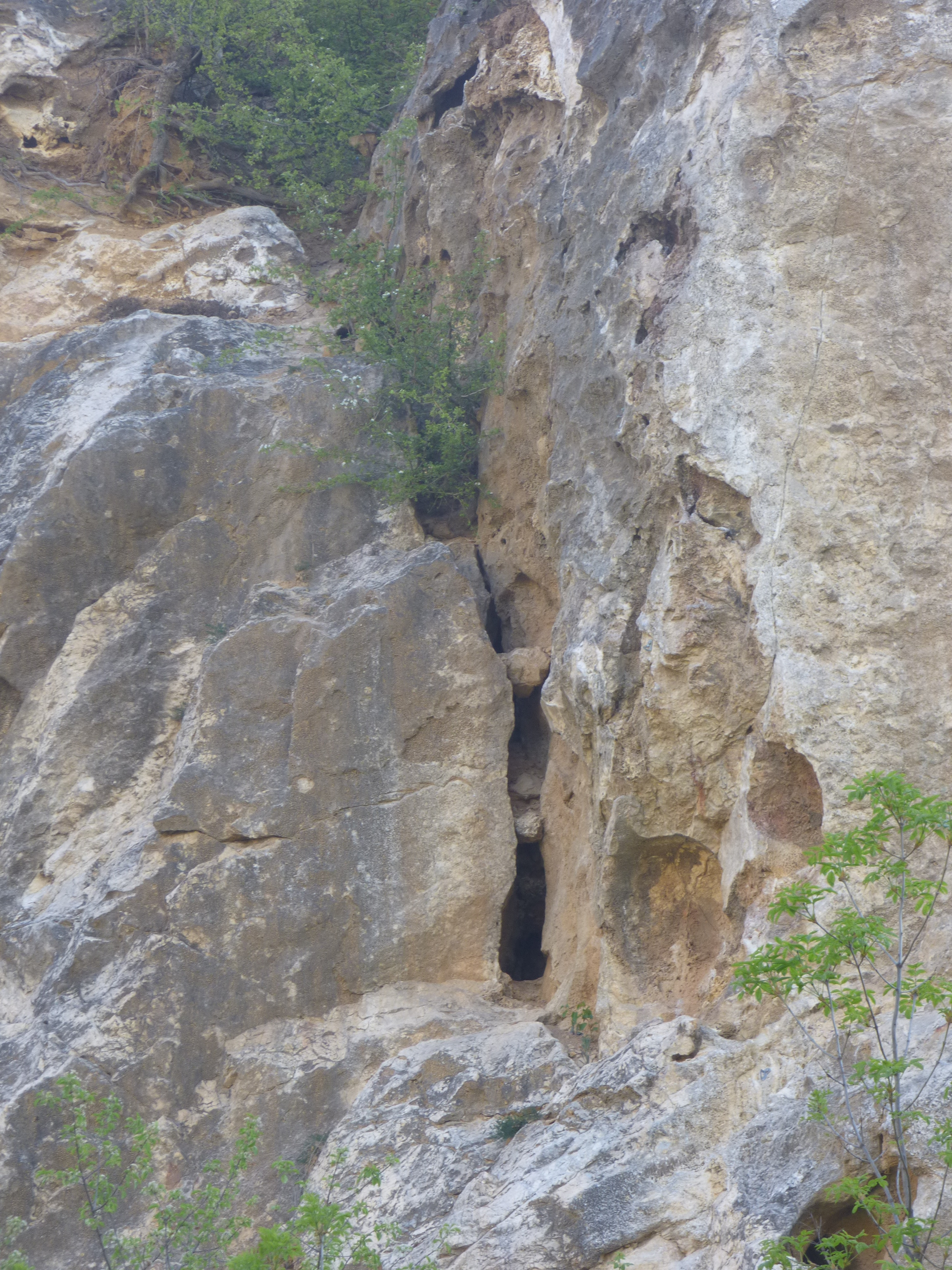
Barlangszerű üreg a Róka-hegy felső bányájában
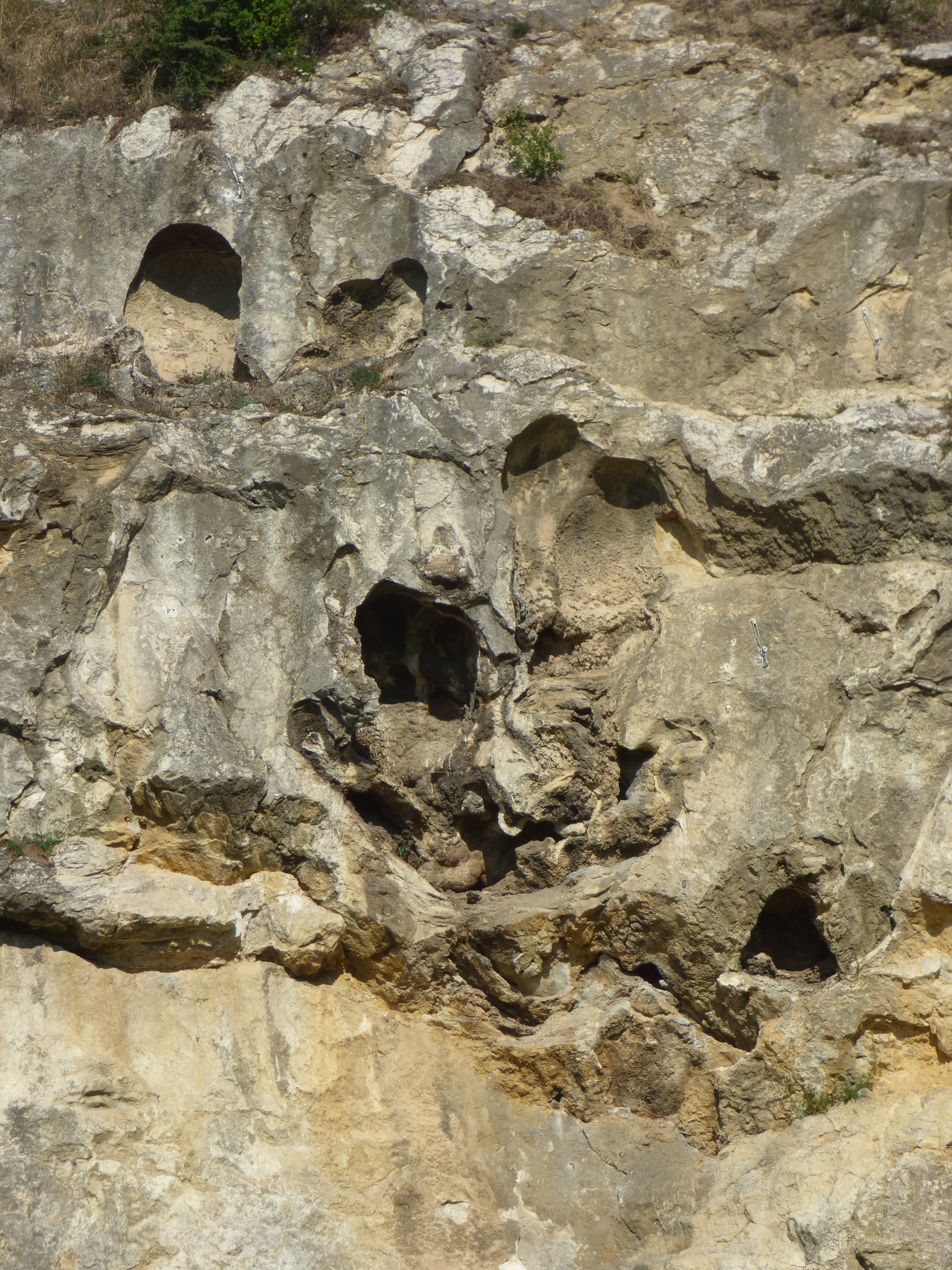
Barlangszerű üregek a Róka-hegy felső bányájában
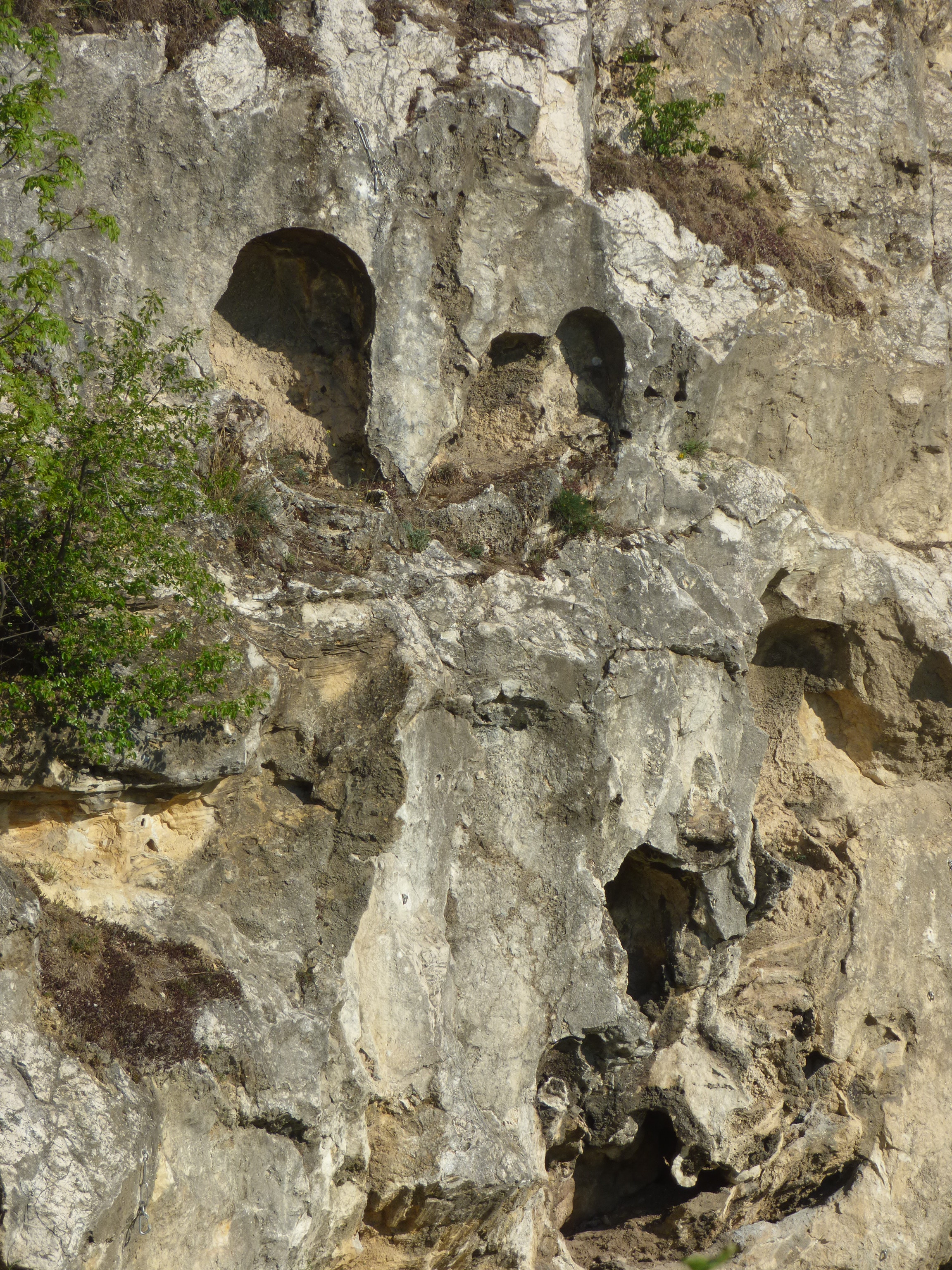
Barlangszerű üregek a felső bányájában
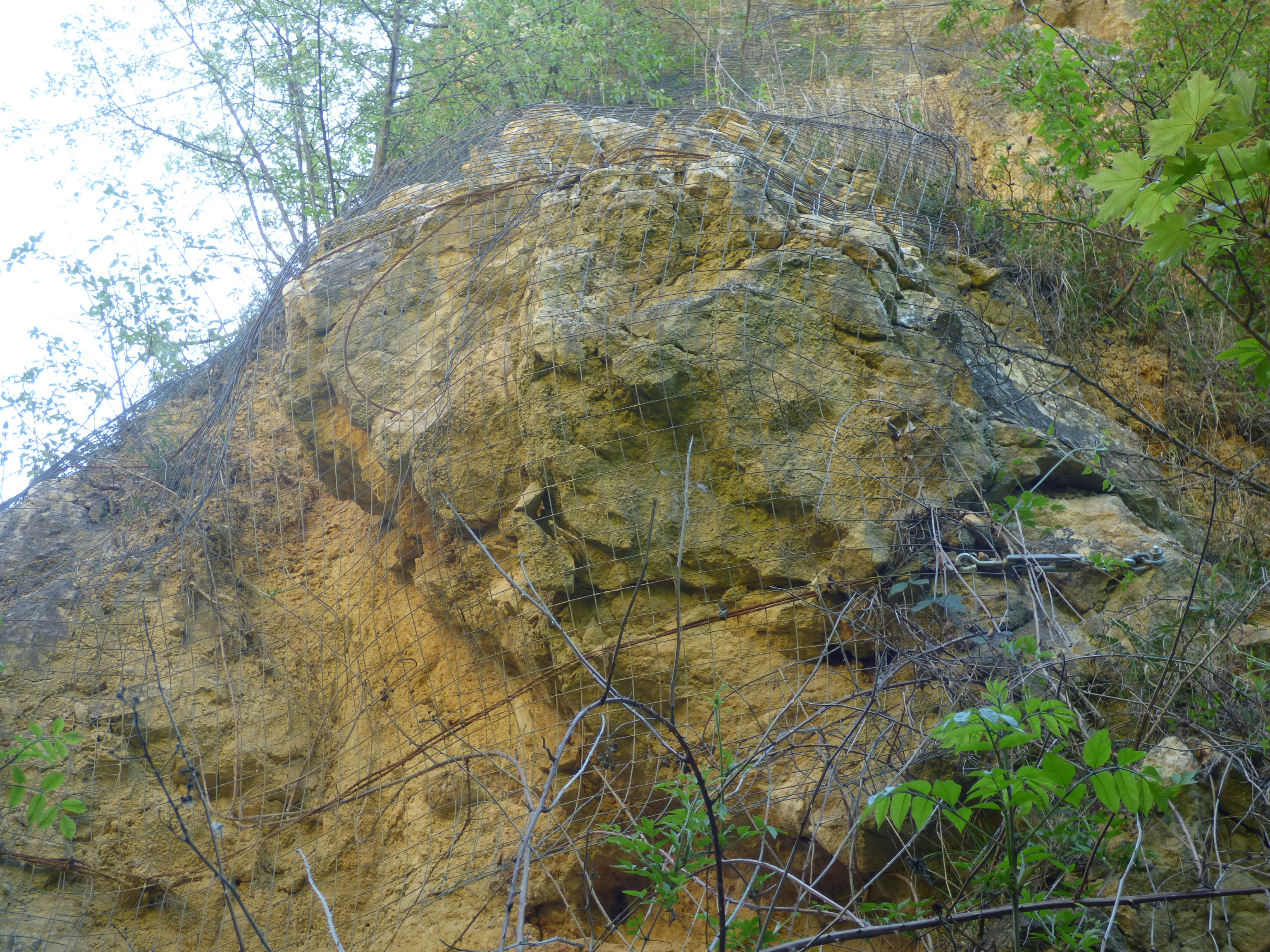
Több helyütt hálókkal védik a sziklafalakat a leomlástól a Róka-hegy felső bányájában
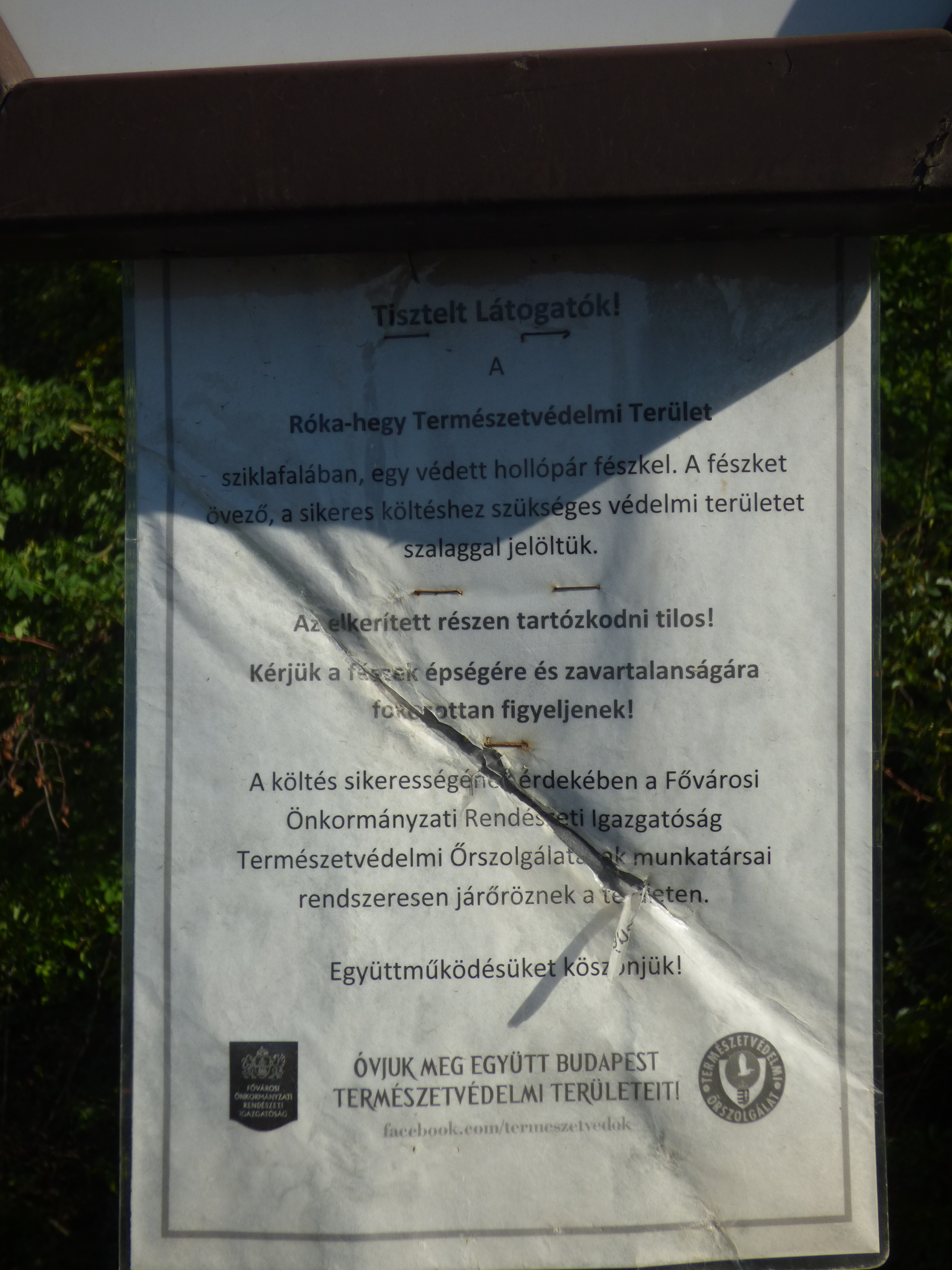
Holló fészkelésére figyelmeztető felirat a felső bányaudvarának egyik bejáratánál
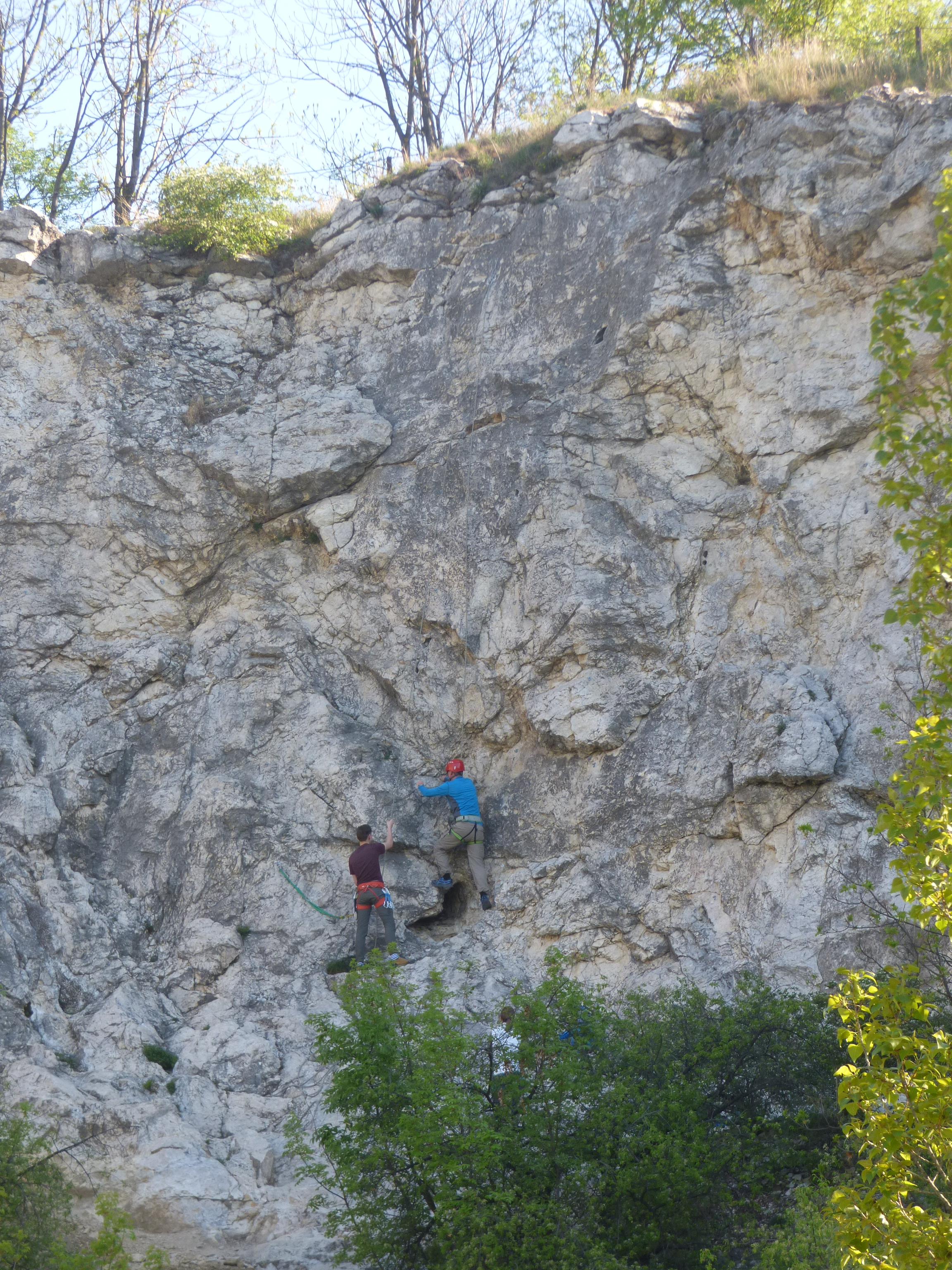
Sziklamászók a felső bánya falán